# L'Impossibilité physique de la mort dans l'esprit d'un vivant
 (juin 2022).
L'Impossibilité physique de la mort dans l'esprit d'un vivant (titre originel anglais : The Physical Impossibility of Death in the Mind of Someone Living) est une œuvre d'art du plasticien britannique Damien Hirst réalisée en 1991. 
L'œuvre se compose d'un requin-tigre mâle et adulte de 4,3 m préservé et immergé dans du méthanal (formol) dans une vitrine à panneaux de verre. Elle a été initialement commandée en 1991 par Charles Saatchi, qui l'a vendue en 2004 à Steven A. Cohen pour un montant non divulgué, largement rapporté pour avoir été d'au moins 8 millions de dollars.
En raison de la détérioration du requin original, celui-ci a été remplacé par un nouveau spécimen en 2006. Il a été prêté au Metropolitan Museum of Art de New York de 2007 à 2010.

## Création et parcours
L'œuvre a été financée par Charles Saatchi, qui en 1991 avait proposé de payer pour toute œuvre d'art que Hirst voudrait créer. Le requin lui-même a coûté 6 000 £ à Hirst et le coût total des travaux était de 50 000 £. Le requin a été capturé au large de la baie d'Hervey dans le Queensland, en Australie, par un pêcheur chargé de le faire. Hirst voulait quelque chose « d'assez gros pour vous manger ».
Ses spécifications techniques sont : « Requin tigre, verre, acier, solution de formaldéhyde à 5 %, 213 × 518 × 213 cm ».
L’impossibilité physique a été exposée pour la première fois en 1992 dans le cadre d'une série d'expositions de jeunes artistes britanniques (Young British Artists, YBA) à la Saatchi Gallery alors située dans ses locaux de St John's Wood, au nord de Londres. Le spectacle comprenait également l'œuvre d'art de Hirst A Thousand Years. Il a ensuite été nommé pour le prix Turner, mais celui-ci a été décerné à Grenville Davey.
Saatchi a vendu l'œuvre en 2004 à Steven A. Cohen pour un montant estimé à 8 millions de dollars. Cependant, le titre du livre de Don Thompson, The $12 Million Stuffed Shark: The Curious Economics of Contemporary Art, suggère un chiffre plus élevé.

## Décomposition et remplacement
Parce que le requin était initialement mal conservé, il a commencé à se détériorer et le liquide environnant est devenu trouble. Hirst a attribué une partie de la décomposition au fait que la galerie Saatchi avait ajouté de l'eau de Javel au liquide. En 1993, la galerie a écorché le requin et étiré sa peau sur un moule en fibre de verre, transformant ainsi le requin d'une carcasse intacte conservée chimiquement en une monture de taxidermie exposée dans un fluide. Hirst a commenté : « Cela n'avait pas l'air aussi effrayant... On pouvait voir que ce n'était pas réel. Cela n'avait aucun poids ».
Lorsque Hirst a appris la vente imminente de l'œuvre par Saatchi à Cohen, il a proposé de remplacer le requin, une opération financée par Cohen, qualifiant la dépense de « sans conséquence » (le procédé au formaldéhyde coûte à lui seul environ 100 000 dollars). Le tabloïd britannique The Sun a publié un article intitulé « 50 000 £ pour du poisson sans frites ». Un autre requin (une femelle âgée d'environ 25 à 30 ans, l'équivalent d'un âge moyen) a été capturé au large de la côte du Queensland et expédié à Hirst au cours d'un voyage de deux mois. En 2006, Oliver Crimmen, un scientifique et conservateur de poissons au Musée d'histoire naturelle de Londres, a aidé à la préservation du nouveau spécimen. Cela nécessitait des injections de méthanal dans le corps et ensuite de le faire tremper pendant deux semaines dans un bain de solution de formol à 7 %. La vitrine originale de 1991 a ensuite été utilisée pour l'exposer.

Hirst a reconnu qu'il y avait une question philosophique quant à savoir si le remplacement du requin signifiait que le résultat pouvait toujours être considéré comme la même œuvre d'art. Il a observé : 
 C'est un gros dilemme. Les artistes et les restaurateurs ont des opinions différentes sur ce qui est important : l'œuvre originale ou l'intention initiale. Je viens d'un milieu d'art conceptuel, donc je pense que cela devrait être l'intention. C'est la même œuvre. Mais le jury sera absent pendant longtemps.
Hirst propose désormais de remplacer tous les animaux préservés dans du méthanal après chaque durée de vie de dix ans.

## Variantes

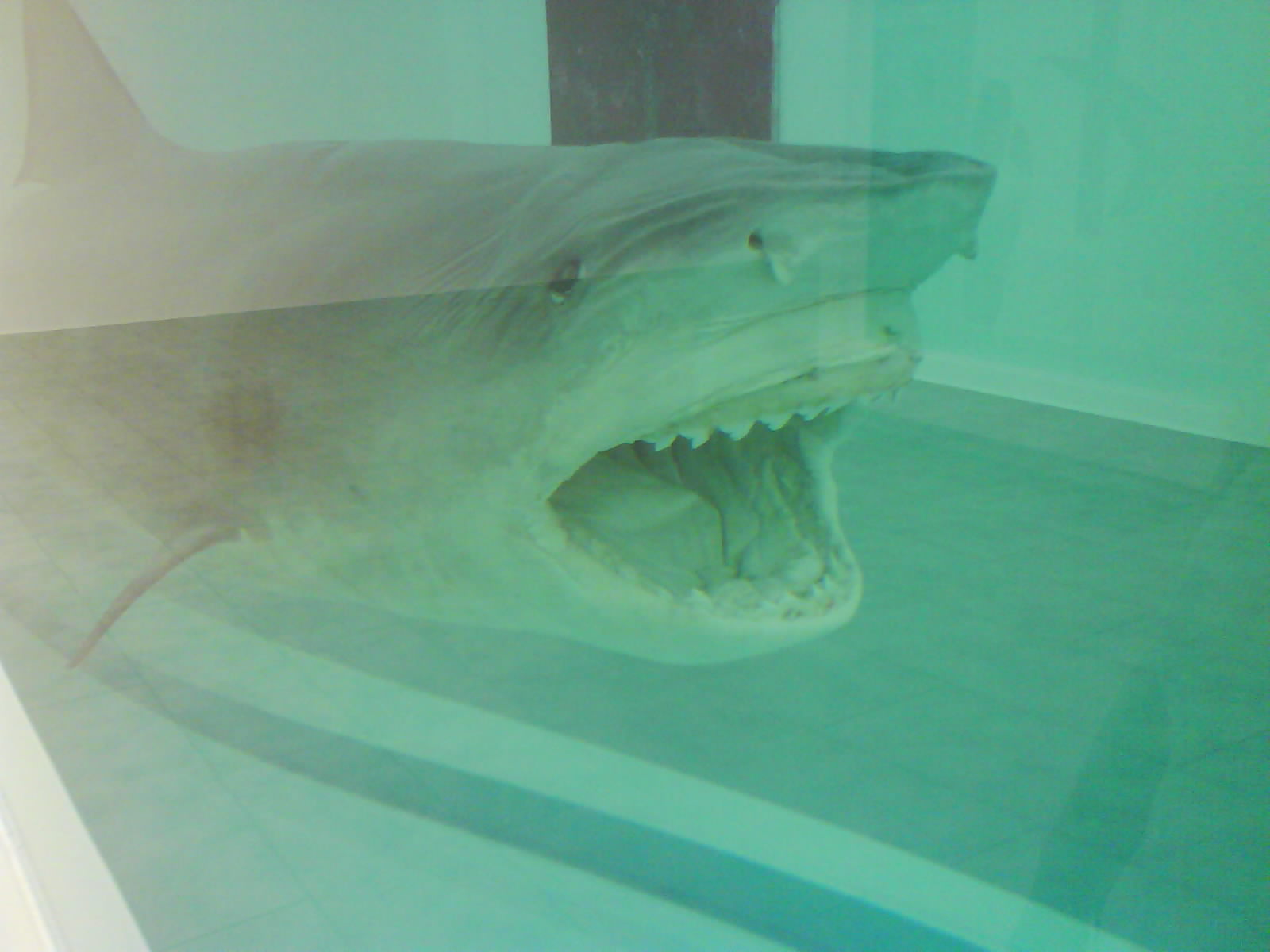
Requin immergé en méthanal (Death Denied) exposé à Kiev en 2008.

Hirst a réalisé plusieurs autres œuvres par la suite qui présentent également un requin conservé dans du méthanal dans une vitrine : The Immortal (un grand requin blanc, 2005), Wrath of God (2005), Death Explained (le requin est coupé en deux dans sa longueur, 2007), Death Denied (2008), The Kingdom (2008) et Leviathan (un requin pèlerin, 2013).
En septembre 2008, The Kingdom s'est vendu aux enchères à Sotheby's pour 9,6 millions de livres sterling (plus de 3 millions de livres sterling au-dessus de son estimation).
Hirst a également présenté d'autres animaux morts et conservés dans du méthanal : une vache et son veau (Mother and child separated) ; un mouton (Away from the Flock) ; un veau de 18 mois avec le disque de la déesse égyptienne Hathor entre ses cornes plaquées or (The Golden Calf) ; une colombe (The Incomplete Truth) et des dizaines d'autres. Hirst a aussi réalisé une version miniature de The Physical Impossibility of Death in the Mind of Someone Living pour le Miniature Museum aux Pays-Bas. Dans ce cas, il a mis un guppy dans une boîte (10 × 3,5 × 5 centimètres) remplie de méthanal.

## Réponse critique
La réponse critique concernant Hirst, et notamment de ses requins immergés dans du méthanal, tend à focaliser sur les trois questions suivantes : son obsession de la mort,, ; qu'est-ce que l'art et qu'est-ce qui ne l'est pas, ; et l'argent et l'art,,.

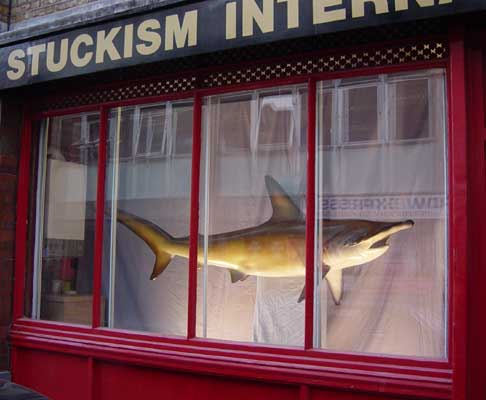
Requin exposé à Stuckism International Gallery en 2003.

En 2003, sous le titre A Dead Shark Isn't Art, la Stuckism International Gallery a exposé un requin qui l'avait été pour la première fois au public deux ans avant Hirst par Eddie Saunders dans son magasin de Shoreditch (Londres), JD Electrical Supplies. Les Stuckists ont suggéré que Hirst avait peut-être eu l'idée de son œuvre à partir de la vitrine de ce magasin.
Dans un discours à la Royal Academy en 2004, le critique d'art Robert Hughes a utilisé The Physical Impossibility of Death in the Mind of Someone Living comme exemple de la façon dont le marché international de l'art à l'époque était une « obscénité culturelle ». Sans nommer l'œuvre ni l'artiste, il a déclaré que les marques de pinceau dans le col en dentelle d'un tableau de Velázquez pourraient être plus radicales qu'un requin « se désintégrant dans son réservoir de l'autre côté de la Tamise ».
La réponse de Hirst à ceux qui ont dit que n'importe qui aurait pu faire cette œuvre a été : « Mais vous ne l'avez pas fait, n'est-ce pas ? ».
Les critiques, préoccupés par les droits des animaux, ont remis en question l'éthique de son œuvre, qui, selon une estimation, a entraîné la mort de 913 450 créatures, y compris des animaux et des insectes.